# Tropidostethus
Tropidostethus is een geslacht van rechtvleugeligen uit de familie Tristiridae. De wetenschappelijke naam van dit geslacht is voor het eerst geldig gepubliceerd in 1863 door Philippi.

## Soorten
Het geslacht Tropidostethus  is monotypisch en omvat slechts de volgende soort:
- Tropidostethus angusticollis (Blanchard, 1851)